# My Mad Fat Diary
My Mad Fat Diary – brytyjski serial telewizyjny wyprodukowany przez Tiger Aspect Productions. Pierwszy odcinek emitowano 14 stycznia 2013 roku na kanale E4. Serial oparto na podstawie powieści My Fat, Mad Teenage Diary napisanej przez Rae Earl.

## Fabuła
Akcja ma miejsce w Stamford w 1996 roku. Serial opowiada historię 16-letniej Rae Earl, która właśnie opuściła szpital psychiatryczny, w którym spędziła cztery miesiące.

## Obsada

### Główna obsada
- Sharon Rooney jako Rachel ‘Rae’ Earl
- Claire Rushbrook jako Linda Earl-Bouchtat
- Ian Hart jako Dr. Kester
- Nico Mirallegro jako Finn Nelson
- Jodie Comer jako Chloe Gemell
- Jordan Murphy jako Arnold „Chop” Peters
- Ciara Baxendale jako Izzy
- Darren Evans jako Danny Two Hats
- Sophie Wright jako Tix (seria 1)
- Turlough Convery jako Liam Owen (seria 2)
- Dan Cohen jako Archie

### Powtarzalne obsada
- Bamshad Abedi-Amin jako Karim Bouchtat
- Shazad Latif jako Dr. Nick Kassar (seria 1)
- Eliot Otis Brown Walters jako Big G (seria 1)
- Keith Allen jako Victor Earl (seria 2)
- Sacha Parkinson jako Stacey Stringfellow (seria 2)
- Susie Potter jako Amy
- Jodie Hamblet jako Vicky
- Kirsty Armstrong jako Lois

## Odcinki
| Seria | Odcinki | Premiera serii   | Finał serii    |
| ----- | ------- | ---------------- | -------------- |
| 1     | 6       | 14 stycznia 2013 | 18 lutego 2013 |
| 2     | 7       | 24 lutego 2014   | 31 marca 2014  |
| 3     | 3       | 22 czerwca 2015  | 6 lipca 2015   |